# تایزندورف
تایزندورف (به آلمانی: Teisendorf) یک شهر در آلمان است که در بایرن واقع شده‌است.

## خصوصیات
تایزندورف ۸۶٫۷۷ کیلومترمربع مساحت دارد ۵۰۱ متر بالاتر از سطح دریا واقع شده‌است.